# Iran na Zimowych Igrzyskach Olimpijskich 1972
Iran na Zimowych Igrzyskach Olimpijskich 1972 reprezentowało 4 zawodników.
Chorążym ekipy był Ovaness Meguerdounian.

## Narciarstwo alpejskie
Mężczyźni

## Zjazd
- Ali Saveh Shemshaki – 52 miejsce, 2:11.29
- Lotfollah Kia Shemshaki – 53 miejsce, 2:16.14
- Feizollah Bandali – 54 miejsce, 2:18.19
- Ghorban Ali Kalhor – 55 miejsce, 2:20.98

## Slalom gigant
- Feizollah Bandali – 40 miejsce, 4:04.14
- Lotfollah Kia Shemshaki – 43 miejsce, 4:06.21
- Ali Saveh Shemshaki – 44 miejsce, 4:06.88
- Ghorban Ali Kalhor – zdyskwalifikowany

## Slalom
- Feizollah Bandali – 32 miejsce, 2:32.75
- Ghorban Ali Kalhor – 33 miejsce, 2:37.53
- Lotfollah Kia Shemshaki – nie ukończył
- Ali Saveh Shemshaki – zdyskwalifikowany